# Mellachnus velutinus
Mellachnus velutinus là một loài ruồi trong họ Tachinidae.